# Мать, пропавшая без вести
Мать, пропавшая без вести (англ. Missing Mom) — криминальный роман американской писательницы Джойс Кэрол Оутс, опубликованный в 2005 году издательством Ecco Press.

## Сюжет
Никки Итон, 31-летняя журналистка из маленького городка в штате Нью-Йорк, расследует убийство своей овдовевшей матери Гвен наркоманом, у которого был роман с женатым мужчиной, и конфликт со своей старшей сестрой, придерживавшейся более консервативных взглядов.

## Критика
Американский литературный критик Стейси Д'Эразмо в своей рецензии похвалила роман, назвав его выделяющимся среди остальных произведений криминального жанра, написанных Оутс. Менее хвалебную оценку книга получила от издания Kirkus Reviews, которое назвало роман «иррационально раздутым» и основанным на «банальной предпосылке».